# Wioślarstwo na Letnich Igrzyskach Olimpijskich 2020 – czwórka podwójna kobiet
Rywalizacja w czwórce podwójnej kobiet w wioślarstwie na Letnich Igrzyskach Olimpijskich 2020 rozgrywana była między 23 a 28 lipca na Sea Forest Waterway.
Do zawodów zgłoszonych zostało 10 osad.

## Terminarz
Wszystkie godziny podane są w czasie brazylijskim (UTC+09:00).
| Data          | Godzina     |                  |
| Data          | UTC-03:00   |                  |
| ------------- | ----------- | ---------------- |
| 23 lipca 2021 | 11:30       | Eliminacje       |
| 25 lipca 2021 | 10:40       | Repasaże         |
| 28 lipca 2021 | 08:50 10:30 | Finały B Finał A |

## Wyniki

### Eliminacje
Do finału  awansowały dwie pierwsze osady z każdego biegu. Pozostałe osady wzięły udział w repasażach.
Bieg 1
| Pozycja | Tor | Zawodniczki                                                               | Reprezentacja     | Czas    | Uwagi |
| ------- | --- | ------------------------------------------------------------------------- | ----------------- | ------- | ----- |
| 1.      | 2   | Daniela Schultze Franziska Kampmann Carlotta Nwajide Frieda Hämmerling    | Niemcy            | 6:18,22 | FA    |
| 2.      | 4   | Laila Youssifou Inge Janssen Olivia van Rooijen Nicole Beukers            | Holandia          | 6:19,36 | FA    |
| 3.      | 1   | Hannah Scott Mathilda Hodgkins-Byrne Charlotte Hodgkins-Byrne Lucy Glover | Wielka Brytania   | 6:20,80 |       |
| 4.      | 3   | Georgia Nugent-O’Leary Ruby Tew Eve MacFarlane Olivia Loe                 | Nowa Zelandia     | 6:25,23 |       |
| 5.      | 5   | Cicely Madden Alison Rusher Meghan O’Leary Ellen Tomek                    | Stany Zjednoczone | 6:34,36 |       |

Bieg 2
| Pozycja | Tor | Zawodniczki                                                        | Reprezentacja | Czas    | Uwagi |
| ------- | --- | ------------------------------------------------------------------ | ------------- | ------- | ----- |
| 1.      | 2   | Chen Yunxia Zhang Ling Lü Yang Cui Xiaotong                        | Chiny         | 6:14,32 | FA    |
| 2.      | 1   | Agnieszka Kobus Marta Wieliczko Maria Sajdak Katarzyna Zillmann    | Polska        | 6:18,62 | FA    |
| 3.      | 4   | Valentina Iseppi Alessandra Montesano Veronica Lisi Stefania Gobbi | Włochy        | 6:20,45 |       |
| 4.      | 5   | Ria Thompson Rowena Meredith Harriet Hudson Caitlin Cronin         | Australia     | 6:26,21 |       |
| 5.      | 3   | Violaine Aernoudts Margaux Bailleul Marie Jacquet Emma Lunatti     | Francja       | 6:33,64 |       |

### Repasaże
Dwie pierwsze osady awansowały do finału A, pozostałe osady awansowały do finału B.
| Pozycja | Tor | Zawodnik                                                                  | Reprezentacja     | Czas    | Uwagi |
| ------- | --- | ------------------------------------------------------------------------- | ----------------- | ------- | ----- |
| 1.      | 2   | Ria Thompson Rowena Meredith Harriet Hudson Caitlin Cronin                | Australia         | 6:36,67 | FA    |
| 2.      | 3   | Valentina Iseppi Alessandra Montesano Veronica Lisi Stefania Gobbi        | Włochy            | 6:37,44 | FA    |
| 3.      | 5   | Georgia Nugent-O’Leary Ruby Tew Eve MacFarlane Olivia Loe                 | Nowa Zelandia     | 6:39,91 | FB    |
| 4.      | 4   | Hannah Scott Mathilda Hodgkins-Byrne Charlotte Hodgkins-Byrne Lucy Glover | Wielka Brytania   | 6:42,97 | FB    |
| 5.      | 6   | Violaine Aernoudts Margaux Bailleul Marie Jacquet Emma Lunatti            | Francja           | 6:47,41 | FB    |
| 6.      | 1   | Cicely Madden Alison Rusher Meghan O’Leary Ellen Tomek                    | Stany Zjednoczone | 6:50,84 | FB    |

### Finały
Finał B
| Pozycja | Tor | Zawodniczki                                                               | Reprezentacja     | Czas    | Uwagi |
| ------- | --- | ------------------------------------------------------------------------- | ----------------- | ------- | ----- |
| 1.      | 2   | Hannah Scott Mathilda Hodgkins-Byrne Charlotte Hodgkins-Byrne Lucy Glover | Wielka Brytania   | 6:25,14 |       |
| 2.      | 3   | Georgia Nugent-O’Leary Ruby Tew Eve MacFarlane Olivia Loe                 | Nowa Zelandia     | 6:29,00 |       |
| 3.      | 4   | Violaine Aernoudts Margaux Bailleul Marie Jacquet Emma Lunatti            | Francja           | 6:29,70 |       |
| 4.      | 1   | Cicely Madden Alison Rusher Meghan O’Leary Ellen Tomek                    | Stany Zjednoczone | 6:30,03 |       |

Finał A
| Pozycja | Tor | Zawodniczki                                                            | Reprezentacja | Czas    | Uwagi |
| ------- | --- | ---------------------------------------------------------------------- | ------------- | ------- | ----- |
| złoto   | 3   | Chen Yunxia Zhang Ling Lü Yang Cui Xiaotong                            | Chiny         | 6:05,13 |       |
| srebro  | 5   | Agnieszka Kobus Marta Wieliczko Maria Sajdak Katarzyna Zillmann        | Polska        | 6:11,36 |       |
| brąz    | 6   | Ria Thompson Rowena Meredith Harriet Hudson Caitlin Cronin             | Australia     | 6:12,08 |       |
| 4.      | 1   | Valentina Iseppi Alessandra Montesano Veronica Lisi Stefania Gobbi     | Włochy        | 6:13,33 |       |
| 5.      | 4   | Daniela Schultze Franziska Kampmann Carlotta Nwajide Frieda Hämmerling | Niemcy        | 6:13,41 |       |
| 6.      | 2   | Laila Youssifou Inge Janssen Olivia van Rooijen Nicole Beukers         | Holandia      | 6:15,75 |       |